# Carl Alexander Clerck
Carl Alexander Clerck (Stoccolma, 1709 – Stoccolma, 22 luglio 1765) è stato un entomologo e aracnologo svedese.

## Biografia
Proveniente da una famiglia della nobiltà svedese, entrò all'Università di Uppsala nel 1726. Non si conosce bene il suo iter di studioso, ma ha suscitato non poche perplessità il fatto che non avesse, in questo periodo, contatti con Linneo, pur essendo suo coetaneo. Probabilmente dovette lasciare gli studi universitari molto presto per entrare al servizio del governo; più in là lavorerà anche nell'Amministrazione comunale di Stoccolma.
Il suo interesse per la storia naturale sembra sia scaturito in età più matura dopo aver assistito ad una conferenza di Linneo nel 1737. Negli anni seguenti raccolse e classificò un gran numero di ragni, pubblicando quanto aveva scoperto insieme ad osservazioni più generali sul comportamento dei ragni nella sua opera Svenska spindlar ("Ragni svedesi", del 1757, più noto dal suo titolo latino Aranei Suecici). Clerck avviò anche la pubblicazione di Icones insectorum rariorum, una serie di descrizioni particolareggiate ma prive di commento su numerose specie di farfalle, lavoro non proseguito oltre il terzo fascicolo, del 1766, a causa della sopraggiunta morte.
| Clerck è l'abbreviazione standard utilizzata per le specie animali descritte da Carl Alexander Clerck. Categoria:Taxa classificati da Carl Alexander Clerck |